# (13223) Cenaceneri
(13223) Cenaceneri est un astéroïde de la ceinture principale.

## Description
(13223) Cenaceneri est un astéroïde de la ceinture principale. Il fut découvert le 13 août 1997 à San Marcello Pistoiese par Luciano Tesi. Il présente une orbite caractérisée par un demi-grand axe de 2,27 UA, une excentricité de 0,19 et une inclinaison de 7,7° par rapport à l'écliptique.

## Nom
L'objet a été nommé d'après La Cena de le Ceneri (Le Banquet des Cendres) œuvre datant de 1584, écrite par Giordano Bruno.

## Compléments